# Cincia conspersa
Cincia conspersa là một loài bướm đêm thuộc phân họ Arctiinae, họ Erebidae.